# 長崎市立坂本小学校
長崎市立坂本小学校（ながさきしりつ さかもとしょうがっこう、Nagasaki City Sakamoto Elementary School）は、長崎県長崎市坂本三丁目にある公立小学校。略称は「坂小」（さかしょう）。

## 概要
歴史
長崎市北部地区の児童数増加により、1956年（昭和31年）に新設された小学校。2016年（平成28年）に創立60年を迎えた。
教育目標
「笑顔の花を咲かせよう」
校章
柏の葉の上に、校名の「坂本」の文字（縦書き）を置いている。
校歌
作詞は島内八郎、作曲は木野普見雄による。3番まであり、各番とも「光あれ 光あれ おお坂本小学校」で終わる。
校区
坂本1丁目、坂本2丁目、坂本3丁目、江平1丁目、江平2丁目、江平3丁目（4番12号を除く）、平野町（1番～7番、8番2号～9号、8番21号～27号、9番～13番、22番1号、22番34号～41号、23番）、浜口町、川口町、岩川町、茂里町（1番、2番を除く）
中学校区は長崎市立山里中学校。

## 沿革
- 1956年（昭和31年）
  - 4月1日 - 長崎市立坂本小学校が開校。
    - 校舎完成までの間、本部を長崎市立銭座小学校に置き、長崎市立銭座小学校・長崎市立山里小学校・長崎市立城山小学校の3校で授業を開始。

  - 12月 - 校舎が完成。銭座小学校・山里小学校・城山小学校での授業を終了。
  - 12月1日 - 開校式を挙行。
- 1957年（昭和32年）11月22日 - 給食室が完成。
- 1959年（昭和34年）3月25日 - 校舎全工事が完了し、落成式を挙行。
- 1962年（昭和37年）3月16日 - 校歌を制定。
- 1970年（昭和45年）4月1日 - 体育館が完成。
- 1973年（昭和48年）7月11日 - プールが完成。
- 1985年（昭和60年）2月14日 - 運動場放送施設を整備。
- 1987年（昭和62年）
  - 2月5日 - 南校舎の壁面を改装し、校章を設置。
  - 3月16日 - 運動場拡張のため、旧プールを解体し、新プールが完成。
- 1988年（昭和63年）8月31日 - 運動場の拡張工事が完了。
- 1989年（平成元年）4月11日 - 隣接する長崎大学医学部附属病院（現・長崎大学病院）小児科病棟内に特殊学級（院内学級）「たんぽぽ学級」を開設。
- 1990年（平成2年）4月1日 - 環境整備班の詰所を設置。
- 1992年（平成4年）4月23日 - プール上の空き地を教材用畑に整地。
- 1995年（平成7年）12月22日 - 校舎改修工事が完了。
- 1996年（平成8年）5月28日 - ランチルームを改修。
- 2001年（平成13年）3月15日 - 新体育館が完成。
- 2002年（平成14年）3月 - 児童用玄関を新設。
- 2003年（平成15年）8月 - 南校舎教室と廊下を改修。
- 2009年（平成21年）8月 - ハローイングリッシュ活動を開始。
- 2010年（平成22年）3月 - 液晶テレビを各教室に設置。
- 2011年（平成23年）
  - 3月 - 電子黒板1台をさかもとルームに設置。
  - 9月 - 長崎市立上長崎小学校との親子給食[3][4]を開始。 学校斜面改修工事（第1期）が完了。
- 2019年（平成31年）4月 ‐ 長崎市立江平中学校の廃校により、中学校区が長崎市立山里中学校となる。

## アクセス
最寄りの鉄道駅
- JR九州長崎本線浦上駅
- 長崎電気軌道本線大学病院停留場下車、徒歩10～15分。

最寄りのバス停
- 長崎バス「大学病院玄関前」

最寄りの国道・交差点
- 国道206号

## 周辺
- 長崎大学医学部
- 長崎大学医学部保健学科（旧・長崎大学医療技術短期大学部）
- 長崎大学病院
- 長崎市立江平中学校